# Veľká Ida
Veľká Ida (maďarsky Nagyida) je obec na Slovensku v okrese Košice-okolí. Nachází se zde průmyslový park. Je zde stanice na železniční trati Zvolen–Košice.

## Místní části
- Veľká Ida
- Gomboš (maďarsky Gombospuszta).

## Historie
Místo je poprvé zmíněno v roce 1251. V letech 1411–1414 zde byl postaven hrad jako pevnost proti husitům; v roce 1557 byl hrad zničen. Do roku 1918 byla obec součástí Uherska. V letech 1938 až 1944 byla kvůli první vídeňské arbitráži součástí Maďarska.

## Obyvatelstvo
Při sčítání obyvatel v roce 2013 žilo ve Velké Idě 3 406 obyvatel, z toho bylo 1 381 (49,2 %) slovenské, 888 (31,6 %) romské a 516 (18,4 %) maďarské národnosti.

## Stavební památky a církevní stavby
- Římskokatolický kostel sv. Martina biskupa, jednolodní původně gotická stavba (pravděpodobně ze začátku 14. století) s pravoúhle ukončeným presbytářem a představenou věží. Od druhé poloviny 16. století do roku 1742 byl kostel protestantský. V následujícím období byl barokně upraven, došlo i k novému zaklenutí lodi. Kostel byl znovu upravován po požáru v roce 1818. V interiéru se nachází výmalba od V. Smolka z roku 1934. Hlavní oltář je neorenesanční s obrazem sv. Martina od E. Lengyela-Reinfuse. Kazatelna je neoklasicistní z konce 19. století. Fasády kostela jsou hladké, okna jsou půlkruhově ukončena. Věž má barokní helmici s laternou.[4]
- Reformovaný kostel, jednolodní toleranční stavba z roku 1799 s pravoúhlým ukončením presbytáře a představenou věží. Věž byla přistavěna v roce 1836. V interiéru se nachází pár protilehlých dřevěných empor. Fasády kostela jsou členěny lizénovými rámy, okna s půlkruhovým ukončením mají jednoduché šambrány. Věž je ukončena jehlancovou helmicí s datováním 1883.[5]
- Čákiovský kaštel, dvoupodlažní třítraktová bloková původně renesančně barokní stavba z roku 1688 se třemi vystupujícími rizality. Klasicisticky byl upravován v letech 1800 a 1824. V interiéru se nacházejí pozdně renesanční křížové klenby. Před střední rizalit je představen tříosý sloupový portikus.[6] Fasády s uzavřenými arkádami jsou členěny lizénami. V současnosti zde sídlí obecní úřad. Kaštel s přilehlým parkem je národní kulturní památkou.
- Památkově chráněný pomník padlých v 1. světové válce.

- Kaple v Gomboši, postavená v roce 2005.

## Osobnosti
- Péter Schell (1898-1974), soudce a politik